# Jaguar XE
El Jaguar XE es un automóvil de turismo del segmento D que el fabricante británico Jaguar Cars comenzó a comercializar en el año 2015. Es el segundo modelo de la marca en dicho segmento, luego del Jaguar X-Type que se dejó de fabricar en 2009, y se ubica por debajo del Jaguar XF. Entre sus rivales se encuentran los Acura TLX, Alfa Romeo Giulia, Audi A4, BMW Serie 3, Lexus IS, Infiniti Q50, Mercedes-Benz Clase C y Volvo S60.
El XE se ofrece únicamente con carrocería sedán de cuatro puertas. Tiene motor delantero longitudinal, y existen variantes con tracción trasera y a las cuatro ruedas. Estrena la plataforma mecánica Jaguar Land Rover iQ[Al], que se utilizará en el Jaguar F-Pace, Jaguar XF y Range Rover Velar. El modelo se fabrica en Castle Bromwich y Solihull (Inglaterra).
El XE se ofrece con tres motores de gasolina: un cuatro cilindros en línea de 2,0 litros, disponible en variantes de 200, 240, 205 y 300 CV, un V6 de 3,0 litros de 340 o 380 CV, y un V8 de 5.0 litros que desarrolla 600 CV de potencia (edición limitada denominada XE SV Project 8) dispuesta a competir con las versiones más deportivas del BMW M3 o el Audi RS4. En tanto, el Diesel es un cuatro cilindros en línea de 2,0 litros, que se ofrece en variantes de 163, 180 y 240 CV. Todos los modelos están disponibles con caja de cambios automática de ocho marchas, aunque los Diesel de menor potencia también se venden con caja de cambios manual de seis marchas.
En 2018, el equipo de tunning Arden Design, presentó una versión modificada del XE, el cual presenta 460 CV de potencia y 583 Nm de par motor, un motor de gasolina V6 sobrealimentado de 3 litros, guardando similitudes con el Project 8. En el interior destaca los materiales de vinilo o las entradas de aire en el capó.